# Börshuset
Il Börshuset (in italiano edificio della Borsa) è un edificio che trova sul lato nord della piazza Stortorget a Gamla stan nella la città vecchia nel centro di Stoccolma, di proprietà del consiglio comunale.

## Descrizione
Originariamente eretto per ospitare la Borsa di Stoccolma tra il 1773 e il 1778 su progetto di Erik Palmstedt, il palazzo è stato utilizzato dal 1863 per ospitare la borsa fino a quando non è stata spostata completamente in un altro edificio nel 1998. Dal 1914 è sede dell'Accademia svedese, che utilizza l'edificio per le sue riunioni, come quelle in cui seleziona e annuncia il nome del destinatario del Premio Nobel per la letteratura. L'edificio dagli anni 2000 ospita anche il Museo Nobel e la Biblioteca Nobel.
L'edificio era di proprietà di Gustav III. Al suo interno si sono svolte le celebrazioni per l'incoronazione di Oskar I e di suo figlio Carlo XV Il consiglio comunale di Stoccolma si è riunito nell'edificio fino al completamento dell'odierno municipio.